# Daniel Diau
Daniel Diau de Lima (Mossoró, 19 de janeiro de 1972), mais conhecido como Daniel Diau, é um cantor brasileiro de forró eletrônico, que integra os vocais da banda Calcinha Preta.

## Carreira
Daniel se mudou da sua cidade natal com a sua família para Aracaju, aos 8 anos de idade. Iniciou sua carreira em um grupo chamado "Xadrez", como este projeto não deu certo, Daniel passou a cantar em bares. Nessa época, a dupla Zezé di Camargo & Luciano estava em alta.
Influenciado pelo sertanejo, Daniel formou uma dupla com Wilson Segal. Em seus show a dupla costumava apresentar sucessos sertanejos em ritmo de forró. Isso chamou a atenção de uma banda chamada "Panela de Barro". Foi nesta banda que Daniel conheceu Paulinha Abelha.
Em 1998, ele ingressou na banda de forró eletrônico sergipana Calcinha Preta.
Em 2000, Daniel deixa a banda e monta o grupo "O Filé do Brasil", porém, o projeto não deu certo e ele retorna à Calcinha Preta.
Em 2001 Daniel se desliga novamente da banda pra seguir carreira solo, onde também montou a banda "Cobertor", mas como o projeto também não atingiu o sucesso esperado, em 2003 Daniel retorna mais uma vez pra banda Calcinha Preta.
Em 2007, após ter sido submetido à uma cirurgia na garganta, Daniel se afasta das atividades, sendo substituído temporariamente por Berg Lima e retornando ao final do ano para gravar o terceiro DVD da Calcinha Preta, intitulado Ao Vivo no Recife. Sua última apresentação como vocalista da banda foi no Expresso Brasil, em São Paulo, no dia 23 de fevereiro de 2008, porém só se desligou oficialmente no mês de junho do mesmo ano.
Após sua conversão ao evangelho, gravou o seu primeiro álbum solo gospel, com o título de "Verdadeiro Amigo" e o lançou em sua cidade natal.
Após um longo período longe dos holofotes, o cantor, juntamente com Silvânia Aquino e Paulinha Abelha, anunciam em fevereiro de 2016 o seu mais novo projeto, a banda "Gigantes do Brasil".
Em janeiro de 2017 Daniel deixa a banda Gigantes do Brasil para seguir carreira solo. No dia 20 de fevereiro de 2018, Daniel Diau anunciou em sua rede social, seu retorno a banda Calcinha Preta, após 10 anos.
No dia 23 de janeiro de 2020, Daniel Diau participa de show do ex-vocalista da banda Angra, Edu Falaschi. Na ocasião, Daniel cantou pela primeira vez "Bleeding Heart" ao lado de Edu.
No dia 10 de abril de 2025, a Alese aprova Título de Cidadania Sergipana para o cantor.

## Vida pessoal
Daniel casou-se quatro vezes. O primeiro casamento, durou dez anos. Dessa união, nasceu em 1990, Danielle Diau. Já em 2000, Daniel teve um caso com a professora Lúcia Gobatto, deste relacionamento nasceu o seu segundo filho, Lucas Gabriel Gobatto Diau de Lima. Em 27 de setembro de 2006, Daniel se casou com a ex-Miss Sergipe Roberta da Graça; deste relacionamento nasceu em 8 de março de 2008, Rebeca Diau, a primeira filha do casal.

## Controvérsias
- No dia 29 de janeiro de 2009, Daniel foi preso, pois o cantor não pagou a pensão alimentícia do seu filho Gabriel do seu casamento anterior, com Lúcia Gobatto, o cantor deveria pagar R$12.000 ou passaria 60 dias na prisão,[15][16]
- No dia 5 de agosto de 2009, Daniel foi preso pela segunda vez por não pagar pensão alimentícia, dois mandados de prisão foram expedidos, o primeiro mandado de prisão preventiva é relativo a uma dívida de R$2.800,00. O segundo a uma divida de R$10.447,33 os casos eram relacionados aos dois filhos do cantor, Danielle e Gabriel.[17]
- No dia 02 de outubro de 2009, Daniel efetivou sua filiação ao Partido Republicano Brasileiro (PRB). O objetivo do diretório regional da sigla era lançá-lo candidato a deputado estadual nas Eleições em 2010. Mas a assessoria do cantor informou que ele não tinha nenhuma pretensão de ser candidato a nenhum cargo público e que filiou-se ao partido apenas por motivos pessoais.[18]

## Discografia
- 1994: Grupo Xadrez
- 1998: Wilson Segal & Daniel Diau
- 2000: O Filé do Brasil
- 2001: O Sonho
- 2002: Daniel Diau & Banda Cobertor
- 2002: Daniel Diau & Banda Brilhante Azul
- 2008: Verdadeiro Amigo
- 2009: Deus Vai Te Ligar
- 2017: Daniel Diau - A História Continua